# Man or Astro-man?
A Man Or Astro-Man? egy amerikai zenekar. 1992-ben alakult meg az alabamai Auburn-ben. Indie rockot, garázsrockot, surf rockot, pszichedelikus rockot, space rockot, illetve elektronikus rockot játszik. Nevük a "The Human Vapor" című japán film plakátjáról származik, amelyen a következő szöveg állt: "Is he man or Astro-man?". Nevük magyarra nagyjából a következőképpen fordítható: "Ember vagy űrember?". Nagyrészt instrumentális (csak hangszeres) zenét játszanak. A sci-fi és az űr témája jellemző rájuk.

## Jelenlegi tagok
- Brian „Birdstuff” Teasley – dobok
- Brian „Star Crunch” Causey – gitár, ének
- Robert "Coco the Electronic Monkey Wizard" del Bueno – basszusgitár

## Diszkográfia
- Is it... Man or Astroman? (1993)
- Project Infinity (1995)
- Experiment Zero (1996)
- Made from Technetium (1997)
- EEVIAC Operational Index and Reference Guide, Including Other Modern Computational Devices (1999)
- A Spectrum of Infinite Scale (2000)
- A Spectrum of Finite Scale (2001)
- Defcon 5...4...3...2...1 (2013)